# Cirse
Cirse fue una banda argentina de rock formada en José Mármol, Buenos Aires. Estuvo integrada por Luciana Segovia (voz), Gabriel Leopardi (guitarra principal), Sebastián Leopardi (bajo) y Martín Magliano (batería).
Cuentan con cuatro álbumes de estudio Bi-Polar (2007), Imaginario (2010),  Rompiente (2013),  y Karma  (2017); dos EP Apuesta (2012) y Pulsiones (2015) y un DVD en vivo Sinergía (2016).

## Historia

### 2003-2009: Comienzos yBi-Polar

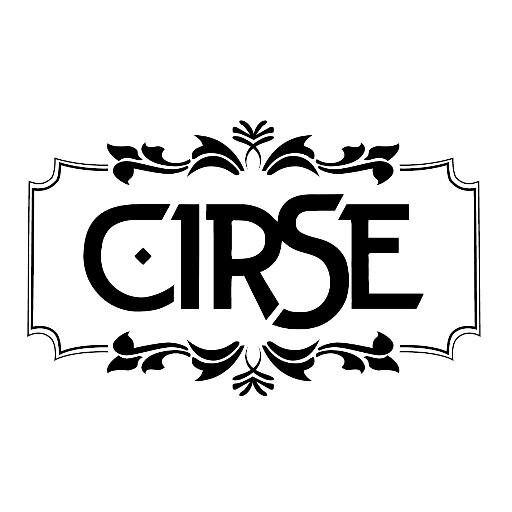
Identidad de la banda.

En 2003, Luciana Segovia, Gabriel Leopardi, Sebastián "Ziva" Leopardi y Luisao Fernández forman oficialmente Cirse en la ciudad de José Mármol. Luego de casi un año de composiciones, ensayos y con un demo realizado, la banda hace su primera presentación oficial con la formación definitiva en septiembre de 2004. Meses más tarde, César Andino vocalista de Cabezones, los convoca para grabar un EP, que incluiría seis canciones. Paralelamente, realizan diferentes presentaciones en Capital Federal y en el interior del país, lo cual genera un importante crecimiento en la banda.
Se consolida la puesta en escena y las composiciones de los nuevos temas comienzan a tomar un rumbo más definido, precisando la propuesta musical que la banda desea brindar. En 2005, lanzan el sencillo «Algo quedará», que luego sería incluido en el material debut de la banda. En este marco, le ofrecen a la banda participar del disco triple homenaje a Luis Alberto Spinetta titulado Al Flaco… Dale gracias versionando la canción «Alma de diamante». El material se lanzó a comienzos de 2007, con excelentes críticas.
El álbum debut, titulado Bi-Polar, sale a la venta en todo el país el 14 de diciembre de 2007, editado por ArteDark. En el año 2008, lanzan su primer video musical correspondiente a la canción «Muy tarde», con la dirección de Gustavo Stenta, que logra cierta difusión en canales como MTV y MuchMusic. A mediados de 2008, el sencillo es elegido como cortina musical para el programa Policías en acción.

### 2009-2013:Imaginarioy giras
En 2009, Luisao Fernández abandona el grupo por motivos personales y es reemplazado por Gerónimo Pastore, baterista del grupo Asspera. Pastore se suma a los ensayos y comienzan la grabación de Imaginario, pero luego de grabar las baterías abandona la banda para un tratamiento médico contra un cáncer del cual no se sobrepondrá. En su reemplazo ingresa Lucas Diego, quien había recomendado tanto a Luisao como a Gerónimo en anteriores ocasiones y además había tocado anteriormente en otros grupos con los hermanos Leopardi. Imaginario sale a las bateas en octubre de 2010, con un excelente recibimiento del público.
En diciembre de 2010, Cirse se convirtió en una de las bandas ganadoras del Bombardeo del demo de la FM Rock & Pop gracias a la votación de los oyentes y, por esta razón, se presentaron en El Teatro de Colegiales junto a Catupecu Machu. Luego de una gira de verano por la costa argentina, la banda es elegida por Paramore como teloneros para el espectáculo que darían en el Luna Park el 24 de febrero de 2011. La respuesta del público fue muy positiva, y gracias a esto su nuevo video «Invisible» perteneciente a su segundo álbum comienza a verse repetidas veces en canales como MTV, MuchMusic y Q.
Tras varios recitales en la Capital Federal, emprendieron una gira por todo Buenos Aires entre mayo y julio de 2011, también presentándose en Mar del Plata, en la Ciudad de Santa Fe y en la Ciudad de Rosario. Antes de terminar con dicha gira son elegidos como teloneros de Avril Lavigne en el Estadio Malvinas Argentinas, el 24 de julio de 2011. El 24 de septiembre de 2011, Cirse participó del Pepsi Music 2011 resultando ganadores de una votación en la red social Facebook. También la banda fue nominada como «Banda Revelación» y «Mejor Video Clip» por el suplemento Si! del Diario Clarín. Dos meses después, tocan en La Trastienda donde también presentan su nuevo videoclip «Juré». El año 2012 no comenzó mucho menos interesante para la banda; con varias fechas en la Costa Atlántica del país como Mar del Plata, Villa Gesell, visitas al interior del país y los últimos conciertos en The Roxy Club de Palermo. El primer gran acontecimiento del año se da el 4 de mayo, día en que vuelven a pisar el suelo del Luna Park, esta vez para tocando junto a la banda británica Duran Duran. El 6 de junio de 2012, fueron los encargados de abrir el festival cultural organizado por el Gobierno de la Ciudad de Buenos Aires, Ciudad Emergente.
Luego de un lapso, Cirse presentó su nuevo corte musical llamado «Apuesta» en el Teatro Vorterix en julio de 2012, el cual se incluyó en el EP homónimo Apuesta. Asimismo, durante este año se agregó una guitarra rítmica a cargo de Christian "Nek" Bonelli. El 3 de agosto de 2012, la banda anunció en su página oficial de Facebook que Lucas dejaría la banda por razones musicales, siendo reemplazado por Martin Magliano. El 21 de octubre de 2012, la banda tocó en el Pepsi Music 2012 esta vez en el escenario principal. En noviembre de 2012, la banda fue nominada por tercera vez en el suplemento Si!, esta vez en la categoría «Mejor Banda del Año». En enero de 2013, lanzaron un video musical de «Por tu bien», filmado en un espectáculo en La Trastienda Club.

### 2013-2019:Rompiente

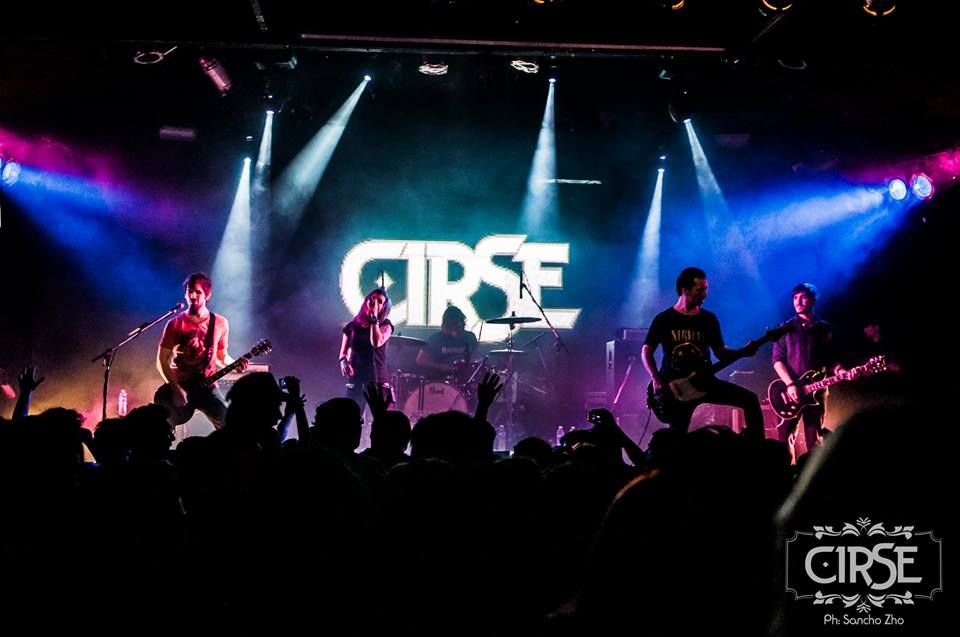
Cirse en The Roxy Live, junio de 2014

Entre abril y junio de 2013, la banda entró al estudio a grabar su tercer álbum de estudio con la producción de Martín Herrero. El video musical del primer sencillo «Miedos» fue estrenado el 7 de agosto de 2013, el cual muestra a la banda en el estudio. Rompiente fue lanzado oficialmente el 23 de agosto de 2013 en un espectáculo en el Teatro Vorterix, festejando a su vez sus 10 años de trayectoria. Según Gabriel, el álbum «define lo que es Cirse». La banda embarcó la llamada Gira Rompiente, la cual abarca distintas fechas en el interior. Y cerraron el 2013 presentándose en el Summer Break Fest junto a Dave Mathews Band, Incubus y Soja.
Comenzaron el 2014, con su debut en el escenario principal del festival Cosquín Rock, abriendo los espectáculos de la banda estadounidense Metallica, en el Estadio Único de La Plata y volvió a presentarse en La Trastienda a sala llena el sábado 12 de abril.
En el año 2015, participan en la undécima versión del festival Personal Fest junto a Illya Kuryaki & The Valderramas, Miranda!, Iceberg del Sur, Coti Sorokin y Maxi Trusso y del Cosquín Rock por 2.ª vez consecutiva.
En el año 2018 fueron elegidos como teloneros de la banda Against the Current.
Pero a pesar de sus logros en la escena musical, los miembros de la banda deciden poner fin a su historia con Cirse en junio del 2019 terminando con la agrupación.

## Discografía

### Álbumes de estudio
| Año  | Álbum                                                                   |
| ---- | ----------------------------------------------------------------------- |
| 2007 | Bi-Polar - Lanzamiento: 14 de diciembre de 2007 - Sello: Independiente  |
| 2010 | Imaginario - Lanzamiento: 4 de noviembre de 2010 - Sello: Independiente |
| 2013 | Rompiente - Lanzamiento: 23 de agosto de 2013 - Sello: Independiente    |
| 2017 | Karma - Lanzamiento: octubre de 2017 - Sello: Media Music               |

### EP
| Año  | Álbum                                                                |
| ---- | -------------------------------------------------------------------- |
| 2012 | Apuesta - Lanzamiento: 4 de noviembre de 2012 - Sello: Independiente |
| 2015 | Pulsiones - Lanzamiento: 2 de julio de 2015 - Sello: Independiente   |

### DVD
| Año  | Álbum                                                             |
| ---- | ----------------------------------------------------------------- |
| 2016 | Sinergia - Lanzamiento: 5 de marzo de 2016 - Sello: Independiente |

### Apariciones en otros álbumes
| Año  | Título             | Álbum                    |
| ---- | ------------------ | ------------------------ |
| 2007 | «Alma de diamante» | Al Flaco... Dale gracias |

### Videos musicales
| Año       | Título           | Álbum         |
| --------- | ---------------- | ------------- |
| 2007      | «Muy tarde»      | Bi-Polar      |
| 2011      | «Invisible»      | Imaginario    |
| 2011      | «Asesina serial» | Imaginario    |
| 2011      | «Juré»           | Imaginario    |
| 2012      |                  |               |
| «Apuesta» | Apuesta          |               |
| 2013      | Apuesta          | «Por tu bien» |
| 2013      | «Miedos»         | Rompiente     |
| 2014      | «Rompiente»      | Rompiente     |
| 2014      | «Inocencia»      | Rompiente     |
| 2014      | «Ritual»         | Rompiente     |
| 2016      | «El cazador»     | Pulsiones     |

## Miembros

### Última formación
- Luciana Segovia - Voz (2003 - 2019).
- Gabriel Leopardi - Guitarra líder y coros (2003 - 2019).
- Sebastián Leopardi - Bajo y coros (2003 - 2019).
- Martin Magliano - Batería. (2012 - 2019)

### Miembros pasados
- Christian Bonelli - Guitarra rítmica (2012 - 2017).
- Lucas Diego - Batería (2010 - 2012).
- Gerónimo Pastore - Batería (2009 – 2010).
- Luisao Fernández - Batería (2003 – 2009).